# Lisa (okręg Teleorman)
Lisa – wieś w Rumunii, w okręgu Teleorman, w gminie Lisa. W 2011 roku liczyła 1445 mieszkańców.